# Club Baloncesto Morón
Club Baloncesto Morón, es un equipo de baloncesto con sede en Morón de la Frontera, Sevilla, España. Juega sus partidos como local en el Pabellón Alameda. Actualmente se encuentra en la categoría de Segunda FEB. 

## Historia
El club fue fundado el 1 de febrero de 1993 con el nombre de CD Arunci.
El 24 de mayo de 2015, el club asciende a LEB Plata.

## Instalaciones
Pabellón: Pabellón Alameda. Pl. del Deporte, s/n Morón de la Frontera (Sevilla). 800 espectadores. Construido en 1968.

## Denominaciones
- Etiquetas Macho-Morón (2005-2013)
- Aceitunas Fragata Morón (2013-2019)
- C.B. Morón (2019-2022)
- C.B. Minuscenter Morón (2022-2023)
- C.B. Starlabs Morón (2023-2024)
- C.B. Naturavia Morón (2024-)

## Temporadas
| Temporada | Nivel | División          | Pos. | Postemporada                     | TR    | PO       | Copa        | Copa |
| --------- | ----- | ----------------- | ---- | -------------------------------- | ----- | -------- | ----------- | ---- |
| 2005-06   | 6     | 1ª Div. Andalucía | 3.º  | Semifinal (4.º) Ascenso          | 14-6  | 2-4      | –           | –    |
| 2006-07   | 5     | 1ª División       | 10.º | PO clasificación (20.º)          | 9-13  | 1-2      | –           | –    |
| 2007-08   | 6     | 1ª División       | 7.º  | PO clasificación (14.º)          | 8-14  | 0-1      | –           | –    |
| 2008-09   | 6     | 1ª División       | 1.º  | Final (2.º) Ascenso              | 17-1  | 4-2      | –           | –    |
| 2009-10   | 4     | Liga EBA          | 7.º  | –                                | 15-15 | –        | –           | –    |
| 2010-11   | 4     | Liga EBA          | 3.º  | Octavos final (12.º)             | 17-5  | 0-2      | –           | –    |
| 2011-12   | 4     | Liga EBA          | 5.º  | –                                | 10-6  | –        | –           | –    |
| 2012-13   | 4     | Liga EBA          | 1.º  | PO Gr. D (3.º) Fase final (13.º) | 13-1  | (3-2)1-2 | –           | –    |
| 2013-14   | 4     | Liga EBA          | 1.º  | Fase final (9.º)                 | 18-4  | 1-2      | –           | –    |
| 2014-15   | 4     | Liga EBA          | 1.º  | Fase final (1.º) Ascenso         | 22-4  | 2-1      | –           | –    |
| 2015-16   | 3     | LEB Plata         | 8.º  | Cuartos final (9.º)              | 13-13 | 1-2      | –           | –    |
| 2016-17   | 3     | LEB Plata         | 8.º  | Semifinal (5.º)                  | 16-14 | 5-4      | –           | –    |
| 2017-18   | 3     | LEB Plata         | 8.º  | Cuartos final (8.º)              | 16-14 | 0-3      | –           | –    |
| 2018-19   | 3     | LEB Plata         | 13.º | –                                | 16-18 | –        | –           | –    |
| 2019-20   | 3     | LEB Plata         | 18.º | –                                | 11-14 | –        | –           | –    |
| 2020-21   | 3     | LEB Plata         | 14.º | [ 3 ]                            | 7-19  | –        | –           | –    |
| 2021-22   | 3     | LEB Plata         | 9.º  | –                                | 12-14 | –        | –           | –    |
| 2022-23   | 3     | LEB Plata         | 10.º | –                                | 10-16 | –        | –           | –    |
| 2023-24   | 3     | LEB Plata         | 2.º  | Semifinal (3.º) Ascenso          | 19-7  | 5-1      | –           | –    |
| 2024-25   | 2     | Primera FEB       | 18.º | Descenso                         | 4-30  | –        | Copa España | FG   |